# Dyckia warmingii
Dyckia warmingii är en gräsväxtart som beskrevs av Carl Christian Mez. Dyckia warmingii ingår i släktet Dyckia och familjen Bromeliaceae. Inga underarter finns listade i Catalogue of Life.